# Felipe de Cáceres
Felipe de Càceres va ser un conqueridor i colonitzador espanyol, natural de Madrid.
Quan Juan Ortiz de Zárate va partir cap a Espanya per a confirmar el seu nomenament d'adelantado, va delegar el comandament en l'oficial reial interí Felip de Càceres. Va exercir com a governador interí del Riu de la Plata, amb seu a Asunción, entre 1566 i 1569.